# Saint-Nicolas-de-la-Grave
Saint-Nicolas-de-la-Grave è un comune francese di 2 200 abitanti situato nel dipartimento del Tarn e Garonna, nella regione dell'Occitania.

## Società

### Evoluzione demografica
Abitanti censiti